# Tucanet d'orelles grogues
El tucanet d'orelles grogues (Selenidera spectabilis) és una espècie d'ocell de la família dels ramfàstids, que habita les selves de Colòmbia i l'Equador, i les de Centreamèrica des de Panamà fins a Hondures.